# Grobari
Grobari (en serbi ciríl·lic: Гробари, literalment «enterramorts») és un grup d'afeccionats ultranacionalista serbi que fa costat al Partizán Belgrad en totes les seves facetes esportives, especialment en futbol i bàsquet fundats l'any 1970. El seu lema és «Mi smo Grobari, Najjaci smo, najjaci!» («Som els Grobari, els més durs»).
Els seus principals rivals són els Delije, de l'Estrella Roja de Belgrad, els Bad Blue Boys, del Dinamo Zagreb i la Torta Split del Hajduk Split. D'altra banda, mantenen bones relacions amb els grecs de la Gate 4 del PAOK Salònica, així com amb els afeccionats del PFC CSKA Moscou rus, el Widzew Łódź de Polònia, el CSKA Sofia búlgar i l'AC Milan d'Itàlia.

## Història
Els primers grups d'afeccionats organitzats del Partizan van començar a visitar l'estadi JNA a les acaballes de la dècada dels cinquanta. Eren principalment joves de Belgrad, i ocupaven la graderia sud de l'estadi.
La participació de Partizan en la final de la Copa d'Europa en 1966 va atreure a molts més aficionats a l'estadi. Es considera el moment crucial perquè els afeccionats es moguin a la zona sud de l'estadi on es reuneixen fins al dia d'avui. El grup Grobari es va formar el 1970. Durant la dècada següent, com a tot Europa, Grobari va començar a introduir als estadis bengales, bufandes, pancartes i banderes, donant un aspecte completament nou al suport al club.
Durant la dècada de 1980, Grobari era un dels grups més grans i organitzats de la República Federativa de Iugoslàvia i va començar a anar a tots els partits de Partizan arreu del país i Europa. L'any 1981 van organitzar un segrest d'aficionats croats a Split. El 1987, els Grobari van formar un grup a Toronto anomenats Gravediggers Canada 1987.
El 1999, va haver-hi una gran divisió quan el recentment format grup de fans anomenat Južni Front va acusar diversos dels principals membres de l'organització Grobari 1970 d'abusar dels seus privilegis, i al propi club d'afavorir-los. Diversos centenars de membres de Južni Front van abandonar la tradicional graderia sud per ocupar la graderia nord de l'estadi. La divisió va durar fins a 2005 quan els seguidors van resoldre les seves diferències.
La tardor de l'any 2000, els Grobari, conjuntament amb altres grades radicals iugoslaves rivals, van ser entre els primers a irrompre al parlament serbi per fer fora del poder a Slobodan Milošević durant la Revolució Bulldozer. L'any 2001, es va tornar a donar una aliança de grups radicals, al costat del Moviment Nacional Serbi 1389 per boicotar la primera marxa pels drets de les persones homosexuals autoritzada al país.
Enfadats per l'eliminació del Partizan en les eliminatòries de la Lliga de Campions, seguida de l'eliminació en la primera ronda de la copa de la UEFA i de la competició de la copa nacional per un equip de tercera divisió, així com dels mals resultats en la lliga nacional (tot al començament de la temporada 2005-06), Grobari va declarar un boicot complet a tots els partits del club.
Diversos milers de seguidors es van reunir el setembre de 2005 a les portes de l'estadi del club i van acusar públicament el director esportiu Nenad Bjeković i al secretari general Žarko Zečević d'alterar el pressupost operatiu i la política de transferència del club per a omplir les seves pròpies butxaques. Van exigir renúncies a la direcció del club com a condició per a tornar a les graderies de l'estadi. Grobari va repetir la reunió massiva i va reiterar les seves demandes l'octubre de 2005 enfront del teatre nacional en el centre de Belgrad, on els dirigents del Partizan celebraven el 60è aniversari del club.
Els dos derbis entre el Partizan i l'Estrella Roja de la temporada 2005-06 es van jugar sense seguidors del Partizan a la graderia sud. Encara que aquests partits solien reunir desenes de milers i fins i tot més aficionats als estadis, l'infame rècord es va establir aquesta temporada quan només hi havia uns pocs milers d'espectadors en l'estadi Partizan, ja que els aficionats visitants també van acordar boicotejar el derbi (però per altres raons).
Després de certs canvis en la junta del club, Grobari va decidir parar el boicot. El 26 de maig de 2007, van tornar a l'estadi per a un partit de la Superliga contra Mladost Apatin, que Partizan va guanyar per 7-1, no obstant això, van continuar cantant cançons insultants contra el director esportiu i secretari general del Partizan. A finals d'any, tant Bjeković com Zečević van renunciar als seus càrrecs.
A la Copa de la UEFA 2007-08, el Partizan Belgrad va ser desqualificat de la competició a causa dels aldarulls durant el partit contra el Zrinjski Mostar. Els Grobari van viatjar en gran nombre a Mostar, on van tenir incidents amb la policia i també amb els seguidors del Zrinjski. Durant els aldarulls, un dels agreujants va ser que durant el partit van mostrar pancartes els rostres de Radovan Karadžić i el general Ratko Mladić, condemnats per crims de guerra pel genocidi de Srebrenica i el setge de Sarajevo.
El 2008, durant un amistós contra el Lió, els aficionats van tornar a mostrar una pancarta de suport a Karadžić, que feia poc havia estat detingut.
L'any 2009 membres de Grobari es van veure involucrats en l'assassinat d'un jove aficionat del Toulouse de 28 anys, Brice Taton, abans d'un partit entre l'equip francès i el Partizan a Belgrad. Djordje Prelic, un dels implicats a l'homicidi va ser condemnat a quinze anys de presó i detingut el febrer de 2013 a Barcelona.
A la fi d'agost de 2011, es va produir una altra divisió en Grobari. Una facció d'afeccionats que es deien a si mateixos Zabranjeni (Els Prohibits) i que va acusar la junta del club de negar-los l'entrada a l'estadi. També estan en desacord amb alguns altres subgrups de Grobari, principalment Alcatraz. Assisteixen als partits d'altres equips del club, com l'hoquei sobre gel o els equips de bàsquet femení. En 2012, van començar a assistir als partits de futbol de Partizan en la graderia est del JNA.
Els Alcatraz, com una altra de les faccions, els Principi han estat relacionats amb el crim organitzat. Dins els Grobari també hi ha algun subgrup, residual, de caràcter antifeixista.
Per la seva actuació a les grades fent referència al genocidi de Srebrenica, el 2014 el club va ser sancionat després que els Grobari mostressin una pancarta on hi deia ‘Sols jueus i covards', durant un partit contra el Tottenham.